# Antônio Carlos Capocasali
Antônio Carlos Cunha Capocasali Júnior (Rio de Janeiro, 7 marzo 1993) è un calciatore brasiliano, difensore dell'Houston Dynamo.

## Caratteristiche tecniche
È un difensore centrale.

## Carriera
Ha esordito il 20 maggio 2012 con la maglia del Corinthians in un match perso 1-0 contro il Fluminense.

## Statistiche

### Presenze e reti nei club
Statistiche aggiornate al 24 dicembre 2017.
| Stagione        | Squadra         | Campionato      | Campionato | Campionato | Coppe nazionali | Coppe nazionali | Coppe nazionali | Coppe continentali | Coppe continentali | Coppe continentali | Altre coppe | Altre coppe | Altre coppe | Totale | Totale | Totale |
| Stagione        | Squadra         | Comp            | Pres       | Reti       | Comp            | Pres            | Reti            | Comp               | Pres               | Reti               | Comp        | Pres        | Reti        | Pres   | Reti   |        |
| --------------- | --------------- | --------------- | ---------- | ---------- | --------------- | --------------- | --------------- | ------------------ | ------------------ | ------------------ | ----------- | ----------- | ----------- | ------ | ------ | ------ |
| 2012            | Corinthians     | A+PAU           | 3+2        | 0          | CB              | 0               | 0               |                    | -                  | -                  |             | -           | -           | 5      | 0      |        |
| 2013            | Oeste           | B+PAU           | 1+10       | 0          | CB              | 0               | 0               |                    | -                  | -                  |             | -           | -           | 11     | 0      |        |
| 2014            | Avaí            | B+CAT           | 32+16      | 2+1        | CB              | 3               | 0               |                    | -                  | -                  |             | -           | -           | 51     | 3      |        |
| 2015            | Avaí            | A+CAT           | 29+9       | 1+1        | CB              | 3               | 0               |                    | -                  | -                  |             | -           | -           | 41     | 2      |        |
| 2016            | Flamengo        | A+CAR           | 0          | 0          | CB              | 0               | 0               |                    | -                  | -                  |             | -           | -           | 0      | 0      |        |
| 2016            | Ponte Preta     | A+PAU           | 14+0       | 1+0        | CB              | 1               | 0               |                    | -                  | -                  |             | -           | -           | 15     | 1      |        |
| 2017            | Palmeiras       | A+PAU           | 5+2        | 0          | CB              | 0               | 0               | CL                 | 1                  | 0                  |             | -           | -           | 8      | 0      |        |
| Totale carriera | Totale carriera | Totale carriera | 123        | 6          |                 | 7               | 0               |                    | 1                  | 0                  |             | -           | -           | 131    | 6      |        |

## Palmarès

### Competizioni internazionali
- Coppa Libertadores: 1

Corinthians: 2012
- Coppa del mondo per club: 1

Corinthians: 2012
- Recopa Sudamericana: 1

Fluminense: 2024

### Competizioni nazionali
- Campionato brasiliano: 1

Palmeiras: 2018
- Lamar Hunt U.S. Open Cup: 1

Orlando City: 2022